# Monkey Business (альбом)
Monkey Business — четвертий альбом американського гурту «The Black Eyed Peas», випущений у 2005 році.
Першим випущеним синглом з альбому був «Don't Phunk With My Heart». Велика кількість пісень з альбому було записано у Великій Британії.

## Список композицій
1. «Pump It» — 3:33
2. «Don't Phunk With My Heart» — 3:59
3. «My Style» з Джастіном Тімберлейком — 4:28
4. «Don't Lie» — 3:39
5. «My Humps» — 5:26
6. «Like That» з Cee-Lo, John Legend, Talib Kweli і Q-Tip- 4:34
7. «Dum Diddly» — 4:19
8. «Feel It» — 4:19
9. «Gone Going», з Jack Johnson — 3:13
10. «They Don't Want Music» з James Brown — 6:46
11. «Disco Club» — 3:48
12. «Bebot» — 3:30
13. «Ba Bump» — 3:56
14. «Audio Delite at Low Fidelity» — 5:29
15. «Union», з Sting — 5:04

## Сертифікації
| Регіон                                                                                          | Сертифікація       | Продажі    |
| ----------------------------------------------------------------------------------------------- | ------------------ | ---------- |
| Аргентина (CAPIF)                                                                               | Платиновий         | 40 000^    |
| Австралія (ARIA)                                                                                | 6× Платиновий      | 420 000^   |
| Австрія (IFPI Austria)                                                                          | Золотий            | 15 000*    |
| Бельгія (BEA)                                                                                   | 2× Платиновий      | 100 000*   |
| Бразилія (ABPD)                                                                                 | Золотий            | 50 000*    |
| Канада (Music Canada)                                                                           | 6× Платиновий      | 600 000^   |
| Франція (SNEP)                                                                                  | 2× Золотий         | 200 000*   |
| Німеччина (BVMI)                                                                                | Платиновий         | 200 000^   |
| Греція (IFPI Greece)                                                                            | Золотий            | 10 000^    |
| Угорщина (Mahasz)                                                                               | Золотий            | 5000^      |
| Ірландія (IRMA)                                                                                 | 2× Платиновий      | 30 000^    |
| Італія (FIMI)                                                                                   | Платиновий         | 120,000    |
| Японія (RIAJ)                                                                                   | Платиновий         | 250 000^   |
| Мексика (AMPROFON)                                                                              | Платиновий+Золотий | 150 000^   |
| Нова Зеландія (RIANZ)                                                                           | 4× Платиновий      | 60 000^    |
| Польща (ZPAV)                                                                                   | Платиновий         | 40 000*    |
| Португалія (AFP)                                                                                | 2× Платиновий      | 40 000^    |
| Росія (NFPF)                                                                                    | 4× Платиновий      | 80 000*    |
| Сінгапур (RIAS)                                                                                 | Золотий            | 5000*      |
| Південна Корея                                                                                  | —                  | 11,813     |
| Іспанія (PROMUSICAE)                                                                            | Платиновий         | 100 000^   |
| Швеція (IFPI Sweden)                                                                            | Золотий            | 30 000^    |
| Швейцарія (IFPI Switzerland)                                                                    | 2× Платиновий      | 80 000^    |
| Велика Британія (BPI)                                                                           | 3× Платиновий      | 1,065,834  |
| США (RIAA)                                                                                      | 3× Платиновий      | 4,272,000  |
| Підсумки                                                                                        |                    |            |
| Європа (IFPI)                                                                                   | 2× Платиновий      | 2 000 000* |
| *продажі, що базуються лише на сертифікаціях ^відвантаження, що базуються лише на сертифікаціях |                    |            |